# Eilema nonagrioides
Eilema nonagrioides là một loài bướm đêm thuộc phân họ Arctiinae, họ Erebidae.